# Pietro Strozzi (condottiero)

Stemma degli Strozzi

Pietro Strozzi (Mantova, ... – 1529) è stato un condottiero italiano.

## Biografia
Era figlio di Gianfrancesco Strozzi, di Benedetto.
Fu condottiero al servizio dei marchesi di Mantova e per loro combatté a Milano in favore degli Sforza.
Un monumento funebre, opera di allievi di Giulio Romano, è presente a Mantova nella  basilica di Sant'Andrea.